# Kurt Schiffler
Kurt Schiffler (* 6. April 1896 in Gotha; † 25. Februar 1986 in Schorndorf-Miedelsbach) war ein deutscher Ingenieur, Erfinder und Unternehmer.

## Leben

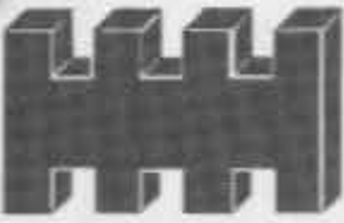
Steckbaustein von Schiffler (1937)

Schiffler wuchs in Gotha (Thüringen) auf, wo er das Gymnasium besuchte und 1914 sein Abitur ablegte, bevor er im selben Jahr als Soldat zum Ersten Weltkrieg eingezogen wurde. Nach dem Krieg studierte er an der Bergakademie Freiberg und an der Technischen Hochschule Stuttgart Ingenieurwissenschaften. Schiffler ist der Erfinder eines Lineals, mit dem Durchmesser- und Symmetrie-Maße gezeichnet und vermessen werden können und das er als Angestellter einer Maschinenfabrik in Esslingen ab 16. Oktober 1922 entwickelte und unter der abkürzenden Bezeichnung DUSYMA („Durchmesser Symmetrie-Maßstab“) vertrieb. Bei der am 23. Juni 1923 in Stuttgart gegründeten Stössel-Instrumentenbau AG lernte er die Stössel-Laute kennen und arbeitete dort ab April 1925 als Mitarbeiter und Vertriebsleiter unter Georg Stössel, bevor er am 7. Oktober 1925 die Dusyma-Werkstätten in Stuttgart-Ostheim gründete, ein eigenes Modell der Stössel-Laute entwarf sowie Mandolauten produzierte und vertrieb. Das nach dem Lineal benannte Unternehmen Dusyma entwickelt sich zum Kindergartenausstatter und Hersteller von pädagogischem Spielzeug. Dazu kooperierte Schiffler unter anderem mit Erika Hoffmann und Christine Uhl. Dusyma produzierte diverse durch Friedrich Fröbel inspirierte Holzbaukästen, besonders erfolgreich war dabei auch ein 1937 von Schiffler entworfener Steckbaustein.
Im Jahr 1971 wurde Kurt Schiffler mit dem Bundesverdienstkreuz am Bande ausgezeichnet.
Schiffler war zweimal verheiratet. Aus der ersten Ehe stammt eine Tochter, aus der zweiten vier weitere Töchter und ein Sohn. Seine jüngste Tochter, Lulu Schiffler-Betz, übernahm von ihm 1981 die Leitung der Dusyma-Werkstätten.

Dreieck ABC wird in die Dreiecke ABI, BCI und ACI unterteilt. Die Eulergeraden der vier Dreiecke e_{0},e_{1},e_{2} und e_{3} schneiden sich dann im Schiffler-Punkt S

Schiffler, der sich sehr für Geometrie interessierte, entdeckte die folgende Aussage über Dreiecke:
Teilt man ein Dreieck ABC mithilfe des Mittelpunkts seines Inkreises I in drei Teildreiecke ABI, BCI und ACI, so schneiden sich die Eulergeraden der drei Teildreiecke und des Ausgangsdreiecks in einem gemeinsamen Punkt.
Schiffler veröffentlichte seine Entdeckung 1985 in Form einer Aufgabe (problem 1018) in der kanadischen Mathematikzeitschrift Crux Mathematicorum. Die Aussage wird seitdem als Satz von Schiffler und der gemeinsame Schnittpunkt als Schiffler-Punkt bezeichnet.